# Takashima (Shiga)
Takashima (高島市 Takashima-shi?) es una ciudad localizada en la prefectura de Shiga, Japón. En junio de 2019 tenía una población de 47.300 habitantes y una densidad de población de 68,2 personas por km². Su área total es de 693,05 km².

## Geografía

### Localidades circundantes
- Prefectura de Shiga
  - Ōtsu
  - Nagahama
- Prefectura de Kioto
  - Kioto
  - Nantan
- Prefectura de Fukui
  - Obama
  - Tsuruga
  - Wakasa
  - Mihama
  - Ōi

## Demografía
Según datos del censo japonés, la población de Takashima ha disminuido en los últimos años.
| Año del censo | Población |
| ------------- | --------- |
| 1995          | 54.369    |
| 2000          | 55.451    |
| 2005          | 53.950    |
| 2010          | 52.486    |
| 2015          | 50.025    |